# Łucja Biel
Łucja Małgorzata Biel (ur. 1974) – polska językoznawczyni specjalizująca się w badaniach korpusowych i tłumaczeniach specjalistycznych z zakresu prawa unijnego, doktor habilitowana nauk humanistycznych, wykładowczyni w Instytucie Lingwistyki Stosowanej Uniwersytetu Warszawskiego.

## Życiorys

### Wykształcenie
W 1998 ukończyła filologię angielską (specjalizacja przekładoznawcza) na Uniwersytecie Jagiellońskim (promotorka: Elżbieta Tabakowska). W 2004 pod kierunkiem prof. Romana Kalisza obroniła z wyróżnieniem na Uniwersytecie Gdańskim doktorat w zakresie językoznawstwa nt. Distance in English and Polish. W 2015 habilitowała się w dyscyplinie językoznawstwa na Uniwersytecie Warszawskim na podstawie pracy Badanie dopasowania tekstowego przekładu prawa unijnego i europeizacji polskiego języka prawnego. W 2020 r. została profesorem uczelni.
Odbyła także studia podyplomowe Introduction to English Law and the Law of the European Union (University of Cambridge, 2005–07), School of American Law (Chicago-Kent College of Law, UG, 2004-2005), Studium Zarządzania i Biznesu (UJ, 1997–98).
W 2004 została tłumaczką przysięgłą języka angielskiego.

### Praca zawodowa
W latach 2004–13 pracowała w Katedrze Translatoryki Instytutu Anglistyki i Amerykanistyki UG, gdzie m.in. współzakładała specjalność translatoryczną oraz była wicedyrektorką ds. studenckich (2005–08) i członkinią Rady Instytutu (2009–12). Wykładowczyni wizytująca na City University London (2009-14).
Od 2013 pracuje jako adiunktka, a następnie profesor uczelni w Instytucie Lingwistyki Stosowanej UW, gdzie kieruje Zespołem Badawczym EUMultiLingua. Pełniła także funkcje wicedyrektorki ds. współpracy z zagranicą i organizacji (2014–16), p.o. dyrektorki ILS (2016), kierowniczki Pracowni Badań Korpusowych, członkini Rady Dyscypliny Językoznawstwo, Rady Naukowej ILS, Rady Wydziału WLS.
Sekretarz generalna European Society for Translation Studies (2013-2019), redaktorka naczelna The Journal of Specialised Translation.
W latach 2013–17 była ekspertką w Polskim Komitecie Normalizacyjnym.

### Odznaczenia i wyróżnienia
W 2017 została odznaczona Brązowym Krzyżem Zasługi w uznaniu „zasług w działalności na rzecz podnoszenia kwalifikacji tłumaczy przysięgłych i specjalistycznych”. W 2022 r. otrzymała nagrodę Laur Tłumacza od Polskiego Towarzystwa Tłumaczy Przysięgłych i Specjalistycznych TEPIS w kategorii osoba zasłużona dla środowiska tłumaczy przysięgłych i specjalistycznych. 
Wyróżniona nagrodami rektorów UW (2017), UŁ (2015), UG (2011).

## Wybrane publikacje
- Lost in the Eurofog: The Textual Fit of Translated Law, Frankfurt am Main: Peter Lang Edition, 2014.
- Quality aspects in institutional translation [red. Tomáš Svoboda, Łucja Biel, Krzysztof Łoboda], Berlin: Language Science Press, 2017.[9]
- Language and Law. The Role of Language and Translation in EU Competition Law [red. Silvia Marino, Łucja Biel, Martina Bajčić, Vilelmini Sosoni], Cham: Springer, 2018.[10]
- Research Methods in Legal Translation and Interpreting. Crossing Methodological Boundaries [red. Łucja Biel, Jan Engberg, M. Rosario Martín Ruano, Vilelmini Sosoni], Londyn: Routledge, 2019.[11]
- Institutional Translator Training [ red. Tomáš Svoboda, Łucja Biel, Vilelmini Sosoni], London: Routledge, 2022.[12]
- Handbook of Terminology. Vol. 3. Legal Terminology [red. Łucja Biel, Hendrik Kockaert], Amsterdam/Philadelphia: John Benjamins, 2023.[13]